# Río Hirvienza
El río Hirvienza o Irvienza es un curso fluvial de Cantabria. Nace en los montes que separan la cuenca mediterránea de la atlántica  en Campoo de Yuso, cerca de San Miguel de Aguayo. Su parte superior discurre entre pastos hasta la localidad de Santa María de Aguayo. A partir de ese punto, baja encajonado en un corto y estrecho barranco hasta unirse al río Besaya.
En Santa María se ha construido un azud y estación de bombeo -en servicio desde el año 2007- para remontar un caudal anual medio de 3 hm³ hasta el sistema de comunicación embalse del Ebro - ríos Besaya y Pas, o Bitrasvase del Ebro.

## Curso
El río aparece descrito en el noveno volumen del Diccionario geográfico-estadístico-histórico de España y sus posesiones de Ultramar de Pascual Madoz de la siguiente manera:

IRBIENZA: r. en la prov. de Santander, part. jud. de Reinosa: nace en el sitio llamado Cepa de Aguayo, corre por entre montes y cuestas, y se incorpora con el Besaya un poco mas abajo del ventorrillo de Pezquera, tiene bastante caudal de agua.
(Madoz, 1847, p. 442)